# 通化市各级文物保护单位列表
通化市辖区内共有全国重点文物保护单位 18 处，分布在下属 6 个市区县内。辖区内共有吉林省重点文物保护单位（排除已列入国家级文物保护单位列表）39 处，分布在下属 7 个市区县内。详细分布见下表。